# Edith Sigourney
Edith Sigourney est une joueuse de tennis américaine de l'entre-deux-guerres née le 15 mai 1895 à Boston et décédée le 2 decembre 1982 à Lynn (Massachusetts). 
Elle a notamment été finaliste en double dames à l'US Women's National Championship en 1922 aux côtés de Molla Bjurstedt Mallory.

## Palmarès (partiel)

### Finale en double dames
| No | Date       | Nom et lieu du tournoi                 | Catégorie | Surface      | Vainqueures                    | Partenaire      | Score         |          |
| -- | ---------- | -------------------------------------- | --------- | ------------ | ------------------------------ | --------------- | ------------- | -------- |
| 1  | 14/08/1922 | US National Championships Forest Hills | G. Chelem | Gazon (ext.) | Marion Zinderstein Helen Wills | Molla Bjurstedt | 6-4, 7-9, 6-3 | Parcours |

## Parcours en Grand Chelem (partiel)
Si l’expression « Grand Chelem » désigne classiquement les quatre tournois les plus importants de l’histoire du tennis, elle n'est utilisée pour la première fois qu'en 1933, et n'acquiert la plénitude de son sens que peu à peu à partir des années 1950.

### En simple dames
| Année | Championnat d'Australasie | Championnat d'Australasie | Championnat de France | Championnat de France | Wimbledon       | Wimbledon    | US National | US National |
| 1924  | -                         | -                         | -                     | -                     | 1er tour (1/32) | Hilda Wallis | -           | -           |

À droite du résultat, l’ultime adversaire.

### En double dames
| Année | Championnat d'Australasie | Championnat d'Australasie | Championnat de France | Championnat de France | Wimbledon | Wimbledon | US National         | US National             |
| 1922  | -                         | -                         | -                     | -                     | -         | -         | Finale M. Bjurstedt | Zinderstein Helen Wills |

Sous le résultat, la partenaire ; à droite, l’ultime équipe adverse.